# Miasto Koprivnica
Miasto Koprivnica (chorw. Grad Koprivnica) – jednostka administracyjna w Chorwacji, w żupanii kopriwnicko-kriżewczyńskiej. W 2011 roku liczyła 30 854 mieszkańców.